# The Mummy's Hand
The Mummy's Hand (br: A Mão da Múmia) é um filme de terror estadunidense de 1940, dirigido por Christy Cabanne e estrelado por Dick Foran, Peggy Moran e Wallace Ford. Produzido por Ben Pivar para a Universal Studios o filme foi aprovado após o sucesso financeiro de outros dois longas-metragens: O Filho de Frankenstein e A Volta do Homem Invisível, que levou ao estúdio a fazer uma continuação de A Múmia. 
A Mão da Múmia teve o que foi descrito como um orçamento "modesto" e utiliza diversas cenas de A Múmia (1932), além de reutilizar quase toda a trilha sonora de Son of Frankenstein. Foi rodado com um orçamento planejado de US$ 80 mil, mas ultrapassou-o em US$ 4.000 quando a produção foi concluída. O filme foi lançado em 20 de setembro de 1940 e foi seguido por uma sequência intitulada A Tumba da Múmia em 1942.

## Sinopse
Uma dupla de arqueólogos desempregados (Dick Foran e Wallace Ford) no Egito descobrem evidências do cemitério da antiga princesa egípcia Ananka.

## Elenco
- Dick Foran	...	Steve Banning
- Peggy Moran	...	Marta Solvani
- Wallace Ford	...	Babe Jenson
- Eduardo Ciannelli	...	O Sumo Sacerdote (como Eduardo Cianelli)
- George Zucco	...	Andoheb
- Cecil Kellaway	...	Mr. Solvani (como Cecil Kelloway)
- Charles Trowbridge	Charles Trowbridge	...	Dr. Petrie
- Tom Tyler	...	Kharis, a múmia
- Sig Arno	...	O mendigo (como Siegfried Arno)
- Eddie Foster	...	Egiptólogo
- Harry Stubbs	...	Bartender
- Michael Mark	...	Dono do Bazar
- Mara Tartar	...	Garota
- Leon Belasco	...	Ali

## Recepção
No Rotten Tomatoes, o filme detém um índice de aprovação de 67% com base em 9 críticas, com uma pontuação média de 5,8/10.